# Tontxu
Juan Antonio Ipiña (Bilbao, 17 août 1972) plus connu comme Tontxu, est un auteur-compositeur-interprète espagnol.
Il travaille pour la station de radio "40 Principales" à Bilbao. Puis il va vivre à Madrid, où il commence à chanter pour le café Libertad 8, où il rencontre Rosana Arbelo, Andrés Molina, Rogelio Botanz ou Paco Bello.

## Discographie
- Se vende: 1997 (Emi-Odeón). Collaboration de Marilia Andrés Casares, Hijas del sol et Kepa Junkera.
- Corazón de mudanza: 1998 collaboration d'Olga Cerpa, du group Mestisay.
- Con un canto en los dientes: 2000. Il chante avec Inma Serrano "Volvería a tropezar en esa piedra".
- Tontxu Básico
- Contacto con la realidad:  2004. Il fait une version d'une chanson de Van Morrison
- Cuerdas vocales y consonantes: 2005, produit par Nacho Béjar.
- En el nombre del padre: 2008.
- Tontxu SOLO: 2013.